# What Is This?

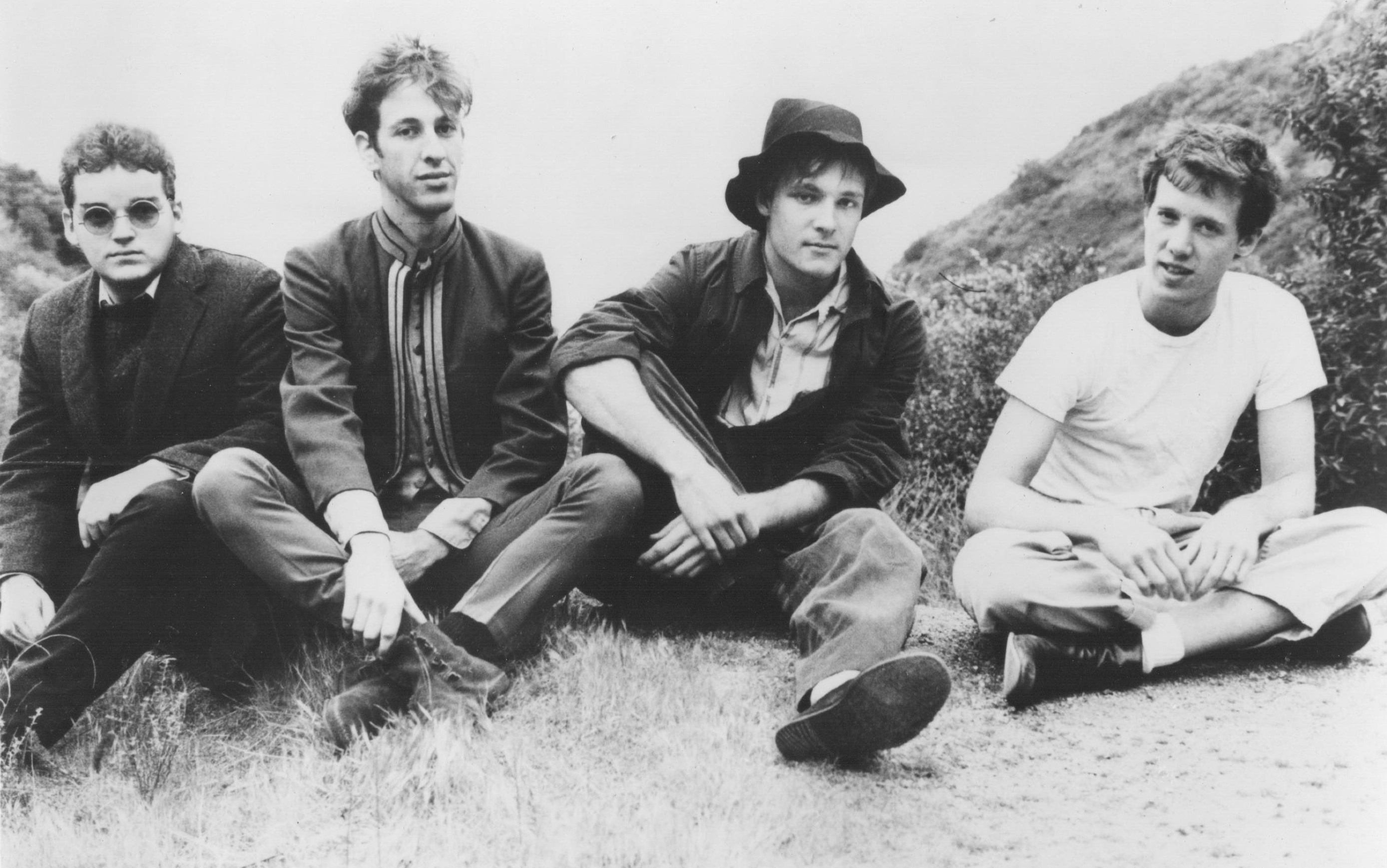
What Is This?

What Is This?, connu avant 1980 sous le nom d'Anthym, était un groupe de rock originaire du lycée Fairfax en Californie et qui s'est produit de nombreuses fois sur la côte californienne. Le groupe s'est formé avant mais jouait à la même époque que les Red Hot Chili Peppers. Hillel Slovak et Jack Irons ont d'ailleurs quitté les Red Hot peu de temps avant la sortie de leur premier album pour pouvoir rester dans le groupe What Is This? Hillel Slovak rejoindra les Red Hot pour le deuxième album et Jack Irons pour le troisième. Le nom du groupe fait référence à la réaction qu'avait la plupart des gens en écoutant leur musique.

## Membres du groupe

### Membres originaux
- Alain Johannes - Guitare, chant
- Hillel Slovak - Guitare, chant
- Chris Hutchenson - Basse, chant
- Jack Irons - Batterie

### Autre membre
- Michael Balzary (bassiste des Red Hot Chili Peppers) - Basse

## Discographie
- Squeezed (EP, 1984)
- What Is This? (1985)
- 3 Out Of 5 Live (1985)